# Delāzīān
Delāzīān (persiska: دلازيان) är en ort i Iran.   Den ligger i provinsen Semnan, i den centrala delen av landet, 180 km öster om huvudstaden Teheran. Delāzīān ligger 1 041 meter över havet och antalet invånare är 120.
Terrängen runt Delāzīān är platt, och sluttar söderut. Runt Delāzīān är det glesbefolkat, med 11 invånare per kvadratkilometer. Närmaste större samhälle är Semnān, 8,9 km norr om Delāzīān. Trakten runt Delāzīān är ofruktbar med lite eller ingen växtlighet.